# Daniel Kłosek
Daniel Lech Kłosek ps. sceniczny Daniel (ur. 3 stycznia 1947 w Kamienicy) – polski piosenkarz.

## Życiorys
Studiował w Szkole Głównej Planowania i Statystyki w Warszawie. Karierę rozpoczął w zespole Kontrasty, z którym debiutował na scenie warszawskiego klubu Hades w 1966 roku. W kolejnych latach współpracował jako wokalista z zespołami młodzieżowymi: Waganci, Bardowie, Pesymiści, Klub Pickwicka, Pięciu i Portrety. W 1972 roku rozpoczął karierę solową. Występował na festiwalach w Kołobrzegu (co przysporzyło mu największej popularności), Opolu i Sopocie, oraz na Festiwalu Kultury Studenckiej w Krakowie. Koncertował w Austrii i ZSRR. W 1982 roku wyjechał do USA, gdzie zamieszkał na stałe. Tam też w dalszym ciągu pisze i nagrywa piosenki (w języku angielskim) i prowadzi studio nagrań.
Największe przeboje to między innymi: "Deszcz i wiatr”, "Bezpańska miłość", "Myśmy są wojsko” oraz "Strzelec podhalański".

## Nagrody
- II nagroda (wspólnie z Ireną Jarocką i Jadwigą Strzelecką) na Coupe d’Europe Musicale w Villach (Austria) w 1975[1]
- Złoty Pierścieni na Festiwalu Piosenki Żołnierskiej w Kołobrzegu w latach 1976–1977[1]

## Dyskografia

### Albumy, EP-ki, Pocztówki dźwiękowe
- Daniel Kłosek i jego grupa (Muza, 1971, EP N 0647): "Miłości czerwony kwiat", "Ulica siedmiu księżyców", "Wymyśliłem ciebie", "Ty jesteś nocą"
- Daniel (KAW, R-0759): "Zapomniany ląd" (A.Januszko – T. Urgacz)
- Bezpańska miłość (Muza, 1976, LP SX 1344)[1]

### Kompilacje
- Discorama 2 (Muza, 1971, SXL 0766): "Która to gwiazda"
- mini propo Popołudnia z Młodością. vol. 1 (Muza, 1971, SXL 0785): "Miłości czerwony kwiat"
- Kołobrzeg 71. Wojsko od rana śpiewa... (Muza, 1971, EP N-0650): "Ratuj się kto może"
- mini propo Popołudnia z Młodością. vol. 2 (Muza, 1972, SXL 0850): "Ulica siedmiu księżyców"
- Kołobrzeg 72 (Muza, 1972, LP XL/SXL 0885): "Saperski zwiad"
- Kołobrzeg 73 (Muza, 1973, LP XL/SXL 0948): "Trzydziestolecie"
- Kołobrzeg 76. Premiery (Muza, 1976, LP SX 1372): "Myśmy są wojsko"
- Horoskopy (Muza, 1976, LP SX 1382): "Legenda Strzelca"
- Kołobrzeg 77 (Muza, 1977, LP SX 1499): "Kołysanka o babci", "Strzelec podhalański"
- Hawana 78. XI Światowy Festiwal Młodzieży i Studentów (Muza, 1978, LP SX 1542): "Strzelec podhalański"
- Kołobrzeg 78. Tak jak wojsko nikt nie śpiewa (Muza, 1978, LP SX 1624): "Strzelec podhalański", "Myśmy są wojsko"
- Przeboje gwiazd (Muza, 1978, LP SX 1635): "Strzelec podhalański"
- Za nasz spokojny dom. XXV lat MO i SB (Muza, 1978, LP SX 1755): "Na strażnicy", "Strzelec podhalański", "Myśmy są wojsko"
- Dwudziestolecie kołobrzeskiego festiwalu. Tak jak wojsko nikt nie śpiewa (Muza, 1986, 2LP SX 2394-5): "Myśmy są wojsko"
- Przeboje kołobrzeskich festiwali. Po ten kwiat czerwony 1 (Muza, 1988, MC CK 753): "Myśmy są wojsko"
- Janusz Kępski – Jaskółka uwięziona i inne (Muza, 2004, CD PNCD 863): "Bezpańska miłość".